# Циркассина бойне
Циркассина бойне (лат. Circassina bojenae) — брюхоногий моллюск из семейства гигромииды. Включен в Красную книгу Краснодарского края. Статус — «Редкий» — 3.
Раковина округло-коническая, с широким завитком, высота которого немного меньше высоты устья. Устье широкоовальное, слегка оттянутое, косое, с острыми отвернутыми краями и тонкой губой. Размеры: высота раковины 15,0—20,0 мм; диаметр 20,0—27,0 мм.
Эндемик Западного Кавказа. Распространен только на вершинах Амуко и Сахарная, реках Ушхо и Селиванова.
Вид может образовывать локальные скопления до нескольких десятков экземпляров. Общая численность и её тенденции не изучены.